# Persone di nome Emma
| Questa pagina contiene informazioni ricavate automaticamente dalle voci biografiche con l'ausilio del template Bio e di un bot. L'aggiornamento è periodico e automatico e ricostruisce completamente la pagina. Se manca una persona in questa lista, sei pregato di non aggiungerla, ma accertati piuttosto che la sua voce biografica contenga il template Bio e che i dati anagrafici siano correttamente compilati. Se il template Bio manca, inseriscilo tu stesso o, in alternativa, metti l'avviso {{tmp\|Bio}} che ne segnala la mancanza. Se i dati riportati sono sbagliati, correggi direttamente la voce biografica; le modifiche saranno visibili in questa lista entro pochi giorni. Per chiarimenti vedi il progetto antroponimi. La lista contiene solo le 260 persone che sono citate nell'enciclopedia e per le quali è stato implementato correttamente il template Bio. Pagina aggiornata al 6 ago 2025. |

Questa è una lista di persone presenti nell'enciclopedia che hanno il nome Emma, suddivise per attività principale.

## Allenatrici di calcio(1)
- Emma Hayes, allenatrice di calcio inglese (Camden, n. 1976)

## Allenatrici di sci alpino(1)
- Emma Carrick-Anderson, allenatrice di sci alpino e ex sciatrice alpina britannica (Stirling, n. 1975)

## Allenatrici di tennis(1)
- Emma Laine, allenatrice di tennis e ex tennista finlandese (Karlstad, n. 1986)

## Allevatrici(1)
- Anna Ecklund, allevatrice statunitense (Milwaukee, n. 1882 - Milwaukee, † 1941)

## Altiste(1)
- Emma Green, ex altista svedese (Göteborg, n. 1984)

## Anarchiche(1)
- Emma Goldman, anarchica, attivista e saggista russa (Kovno, n. 1869 - Toronto, † 1940)

## Arciere(1)
- Emma Cooke, arciera statunitense (Fayetteville, n. 1848 - Washington, † 1929)

## Artiste(3)
- Emmy Bridgwater, artista, pittrice e poetessa britannica (Birmingham, n. 1906 - Solihull, † 1999)
- Emma Hauck, artista tedesca (Ellwangen, n. 1878 - Wiesloch, † 1920)
- Emma Marpillero, artista italiana (Udine, n. 1896 - Terni, † 1985)

## Atlete(1)
- Emma Wade, ex atleta beliziana (n. 1980)

## Attiviste(3)
- Emma Smith DeVoe, attivista statunitense (Roseville, n. 1848 - Tacoma, † 1927)
- Emma Schwarz, attivista italiana (Smarano, n. 1914 - Smarano, † 1992)
- Emma Willard, attivista e educatrice statunitense (Berlin, n. 1787 - Troy, † 1870)

## Attrici(44)
- Emma Appleton, attrice e modella britannica (Witney, n. 1991)
- Emma Bading, attrice tedesca (Monheim am Rhein, n. 1998)
- Emma Baron, attrice italiana (Treviso, n. 1904 - Roma, † 1986)
- Emma Bell, attrice statunitense (Woodstown, n. 1986)
- Emma Booth, attrice e modella australiana (Denmark, n. 1982)
- Emma Caulfield, attrice statunitense (San Diego, n. 1973)
- Emma de Caunes, attrice francese (Parigi, n. 1976)
- Emma Cesarskaja, attrice sovietica (Dnipro, n. 1909 - Mosca, † 1990)
- Emma Chambers, attrice britannica (Doncaster, n. 1964 - Lymington, † 2018)
- Emma Colberti, attrice francese (Nogent-sur-Marne, n. 1972)
- Erna Schürer, attrice e ex modella italiana (Napoli, n. 1942)
- Emma D'Arcy, attrice britannica (Londra, n. 1992)
- Emma Danieli, attrice e annunciatrice televisiva italiana (Buscoldo, n. 1936 - Sorengo, † 1998)
- Emma Dunn, attrice statunitense (Cheshire, n. 1874 - Los Angeles, † 1966)
- Emma Fedeli, attrice italiana (Bari, n. 1917 - † 1980)
- Emma Fielding, attrice britannica (Catterick, n. 1966)
- Emma Fitzpatrick, attrice statunitense (Marion, n. 1985)
- Emma Fuhrmann, attrice e modella statunitense (Dallas, n. 2001)
- Emma Gramatica, attrice italiana (Fidenza, n. 1874 - Roma, † 1965)
- Emma Greenwell, attrice statunitense (Greenwich, n. 1989)
- Emma Gugliotta, attrice italiana (Roma, n. 1961)
- Emma Hamilton, attrice e sceneggiatrice australiana (Melbourne, n. 1984)
- Emma Kenney, attrice statunitense (Manhattan, n. 1999)
- Emma Lahana, attrice e cantante neozelandese (Auckland, n. 1984)
- Emma Leonard, attrice e doppiatrice australiana (Brisbane, n. 1984)
- Emma Lowndes, attrice britannica (Salford, n. 1975)
- Emma Mackey, attrice e ex modella francese (Le Mans, n. 1996)
- Emma Myers, attrice statunitense (Orlando, n. 2002)
- Emma Penella, attrice spagnola (Madrid, n. 1931 - Madrid, † 2007)
- Emma Rabbe, attrice e modella venezuelana (Ottawa, n. 1969)
- Emma Rigby, attrice britannica (Merseyside, n. 1989)
- Allene Roberts, attrice statunitense (Fairfield, n. 1928 - Huntsville, † 2019)
- Emma Roberts, attrice statunitense (Rhinebeck, n. 1991)
- Emma Roldán, attrice e costumista messicana (San Luis Potosi, n. 1893 - Città del Messico, † 1978)
- Emma Sakura, attrice giapponese (Prefettura di Hyōgo, n. 1995)
- Emma Samms, attrice e sceneggiatrice britannica (Londra, n. 1960)
- Emma Schweiger, attrice tedesca (Los Angeles, n. 2002)
- Lizabeth Scott, attrice e modella statunitense (Scranton, n. 1922 - Los Angeles, † 2015)
- Emmy Sonnemann, attrice tedesca (Amburgo, n. 1893 - Monaco di Baviera, † 1973)
- Emma Suárez, attrice spagnola (Madrid, n. 1964)
- Emma Thompson, attrice e sceneggiatrice britannica (Londra, n. 1959)
- Emma Vilarasau, attrice spagnola (Sant Cugat del Vallès, n. 1959)
- Emma Watson, attrice e attivista britannica (Parigi, n. 1990)
- Emma Williams, attrice e cantante britannica (Halifax, n. 1983)

## Attrici pornografiche(1)
- Emma Rose, attrice pornografica statunitense (Tampa, n. 1996)

## Attrici teatrali(1)
- Emma Ivon, attrice teatrale e scrittrice italiana (Milano, n. 1851 - Genova, † 1899)

## Biatlete(2)
- Emma Lunder, biatleta canadese (North Vancouver, n. 1991)
- Emma Nilsson, biatleta svedese (Gräsmark, n. 1993)

## Bibliotecarie(1)
- Emma Coen Pirani, bibliotecaria italiana (Pisa, n. 1910 - Milano, † 1999)

## Calciatrici(15)
- Emma Berglund, calciatrice svedese (Umeå, n. 1988)
- Stina Blackstenius, calciatrice svedese (Vadstena, n. 1996)
- Emma Færge, calciatrice danese (Herning, n. 2000)
- Emma Guidi, calciatrice italiana (Ancona, n. 1996)
- Emma Holmgren, calciatrice svedese (Uppsala, n. 1997)
- Emma Kete, calciatrice neozelandese (Auckland, n. 1987)
- Emma Koivisto, calciatrice finlandese (Helsinki, n. 1994)
- Emma Kullberg, calciatrice svedese (Umeå, n. 1991)
- Emma Lennartsson, calciatrice svedese (Norrköping, n. 1991)
- Emma Lipman, calciatrice britannica (Nuneaton, n. 1989)
- Emma Lundh, calciatrice svedese (Solna, n. 1989)
- Emma Mukandi, calciatrice scozzese (Kirkcaldy, n. 1992)
- Alva Selerud, calciatrice svedese (Svärtinge, n. 2000)
- Emma Severini, calciatrice italiana (Prato, n. 2003)
- Emma Snerle, calciatrice danese (Dronninglund, n. 2001)

## Canoiste(1)
- Emma Jørgensen, canoista danese (n. 1996)

## Canottiere(1)
- Emma Twigg, canottiera neozelandese (Napier, n. 1987)

## Cantanti(12)
- Emma Bale, cantante belga (Vilvoorde, n. 1999)
- Sweet Emma Barrett, cantante statunitense (New Orleans, n. 1897 - Metairie, † 1983)
- Emma Bejanyan, cantante armena (Erevan, n. 1984)
- Emma Blackery, cantante, youtuber e produttrice discografica britannica (Basildon, n. 1991)
- Emma Drobná, cantante slovacca (Nové Mesto nad Váhom, n. 1994)
- Emma, cantante britannica (Bridgend, n. 1974)
- Emma Hewitt, cantante e compositrice australiana (Geelong, n. 1988)
- Muzzi Loffredo, cantante, attrice e regista italiana (Palermo, n. 1941 - Roma, † 2017)
- Emma Re, cantante italiana (Torino, n. 1972)
- Emma Shapplin, cantante e soprano francese (Savigny-le-Temple, n. 1974)
- Emma Smetana, cantante e attrice ceca (Praga, n. 1988)
- Emma Steinbakken, cantante norvegese (Jessheim, n. 2003)

## Cantanti liriche(2)
- Emma Turolla, cantante lirica italiana (Torino, n. 1858 - Milano, † 1943)
- Emma Vecla, cantante lirica francese (Marnia, n. 1877 - Milano, † 1972)

## Cantautrici(5)
- Emma Bunton, cantautrice, conduttrice televisiva e conduttrice radiofonica britannica (Londra, n. 1976)
- Emma Louise, cantautrice australiana (Cairns, n. 1991)
- Emma Muscat, cantautrice, pianista e modella maltese (St. Julian's, n. 1999)
- Emma Pollock, cantautrice scozzese
- Emma Ruth Rundle, cantautrice e chitarrista statunitense (Los Angeles, n. 1983)

## Ceramiste(1)
- Emma Fabri, ceramista italiana (Roma, n. 1882 - Roma, † 1935)

## Cestiste(7)
- Emma Almanza, cestista messicana (Chihuahua, n. 1925 - † 2022)
- Emma Cannon, cestista statunitense (Rochester, n. 1989)
- Emma Johansson, cestista svedese (n. 2003)
- Emma Meesseman, cestista belga (Ypres, n. 1993)
- Elda Miers, cestista paraguaiana (Asunción, n. 1936 - † 2022)
- Emma Randall, ex cestista australiana (Melbourne, n. 1985)
- Emma Urzúa, ex cestista messicana (Ensenada, n. 1971)

## Chimiche(1)
- Emma P. Carr, chimica e insegnante statunitense (Holmesville, n. 1880 - Evanston, † 1972)

## Cicliste su strada(4)
- Emma Johansson, ex ciclista su strada e ciclocrossista svedese (Sollefteå, n. 1983)
- Emma Langley, ciclista su strada britannica (n. 1995)
- Emma Norsgaard, ciclista su strada danese (Silkeborg, n. 1999)
- Emma Pooley, ciclista su strada britannica (Londra, n. 1982)

## Compositrici(1)
- Emma Lou Diemer, compositrice statunitense (Kansas City, n. 1927 - Santa Barbara, † 2024)

## Conduttrici televisive(1)
- Emma Willis, conduttrice televisiva, conduttrice radiofonica e ex modella britannica (Sutton Coldfield, n. 1976)

## Contralti(1)
- Emma Carus, contralto statunitense (Berlino, n. 1879 - Venice, † 1927)

## Costumiste(1)
- Emma Calderini, costumista e storica italiana (Ravenna, n. 1899 - Medesano, † 1975)

## Criminali(1)
- Emma Zimmer, criminale di guerra tedesca (Schlüchtern, n. 1888 - Hameln, † 1948)

## Critiche letterarie(1)
- Emma Giammattei, critica letteraria italiana (Castellammare di Stabia, n. 1949)

## Danzatrici(2)
- Emma Livry, ballerina francese (Parigi, n. 1842 - Neuilly-sur-Seine, † 1863)
- Emma Palladino, ballerina italiana (Milano, n. 1861 - Hampstead, † 1922)

## Fondiste(3)
- Magdalena Pajala, ex fondista svedese (Gällivare, n. 1988)
- Emma Ribom, fondista svedese (Kalix, n. 1997)
- Emma Wikén, fondista svedese (Berg, n. 1989)

## Fotografe(3)
- Emma Justine Farnsworth, fotografa statunitense (New York, n. 1860 - Albany, † 1952)
- Emma Jane Gay, fotografa statunitense (Nashua, n. 1830 - Winscombe, † 1919)
- Emma Schenson, fotografa e pittrice svedese (Uppsala, n. 1827 - Uppsala, † 1913)

## Fumettiste(1)
- Emma Ríos, fumettista spagnola (Vilagarcía de Arousa, n. 1976)

## Ginnaste(3)
- Emma Malabuyo, ginnasta filippina (Mountain View, n. 2002)
- Emma Leonie Malewski, ginnasta tedesca (n. 2004)
- Emma Spence, ginnasta canadese (Cambridge, n. 2003)

## Giornaliste(3)
- Emma D'Aquino, giornalista italiana (Catania, n. 1966)
- Emma Forrest, giornalista e scrittrice britannica (Londra, n. 1977)
- Emma Perodi, giornalista e scrittrice italiana (Cerreto Guidi, n. 1850 - Palermo, † 1918)

## Hockeiste su ghiaccio(1)
- Emma Terho, hockeista su ghiaccio finlandese (Washington, n. 1981)

## Illustratrici(1)
- Emma Chichester Clark, illustratrice e scrittrice britannica (Londra, n. 1955)

## Imprenditrici(2)
- Emma Marcegaglia, imprenditrice italiana (Mantova, n. 1965)
- Emma Walmsley, imprenditrice britannica (Barrow-in-Furness, n. 1969)

## Insegnanti(2)
- Emma Castelnuovo, insegnante e matematica italiana (Roma, n. 1913 - Roma, † 2014)
- Emma Tettoni, insegnante, poetessa e scrittrice italiana (Novara, n. 1859 - Bergamo, † 1891)

## Inventrici(1)
- Lilian Todd, inventrice statunitense (n. 1865 - † 1937)

## Maratonete(2)
- Emma Quaglia, maratoneta, mezzofondista e siepista italiana (Genova, n. 1980)
- Emma Scaunich, ex maratoneta italiana (Udine, n. 1954)

## Matematiche(2)
- Emma Lehmer, matematica russa (Samara, n. 1906 - Berkeley, † 2007)
- Emma Previato, matematica italiana (Badia Polesine, n. 1952 - Boston, † 2022)

## Modelle(8)
- Emma Coronel Aispuro, modella statunitense (San Francisco, n. 1989)
- Emma Dupont, modella francese
- Emma Heming, supermodella e imprenditrice britannica (Malta, n. 1978)
- Emma Laird, modella e attrice inglese (Chesterfield, n. 1998)
- Emma Noble, modella e attrice inglese (Sidcup, n. 1971)
- Emma Britt Waldron, modella irlandese (Waterford, n. 1989)
- Emma Wareus, modella botswana (Gaborone, n. 1990)
- Emma Wiklund, supermodella e attrice svedese (Stoccolma, n. 1968)

## Multipliste(1)
- Emma Oosterwegel, multiplista e giavellottista olandese (Deventer, n. 1998)

## Musiciste(2)
- Emma Eva Giardina Cassella, musicista, poetessa e scrittrice italiana (Cusano Mutri, n. 1916 - Roma, † 1997)
- Emma Härdelin, musicista svedese (Kluk, Jämtland, n. 1975)

## Nobildonne(4)
- Emma Edgcumbe, nobildonna inglese (Londra, n. 1791 - Belton Lodge, † 1872)
- Emma di Gurk, nobildonna (Pilštanj - Gurk, † 1045)
- Emma d'Alemannia, nobildonna tedesca († 798)
- Emma di Provenza, nobildonna († 1062)

## Nobili(4)
- Emma di Baviera, nobile tedesca († 876)
- Emma d'Altavilla, nobile normanna (n. 1063 - † 1124)
- Emma di Lesum, nobile tedesca († 1038)
- Emma di Blois, nobile (n. 953)

## Nuotatrici(6)
- Emma García, sincronetta spagnola (n. 1999)
- Emma Igelström, ex nuotatrice svedese (Karlshamn, n. 1980)
- Emma Johnson, ex nuotatrice australiana (Sydney, n. 1980)
- Emma McKeon, ex nuotatrice australiana (Wollongong, n. 1994)
- Emma Virginia Menicucci, nuotatrice italiano (Moncalieri, n. 2002)
- Emma Weyant, nuotatrice statunitense (Sarasota, n. 2001)

## Ornitologhe(1)
- Emma Louisa Turner, ornitologa britannica (Royal Tunbridge Wells, n. 1867 - Cambridge, † 1940)

## Ostacoliste(1)
- Emma Zapletalová, ostacolista e velocista slovacca (Nitra, n. 2000)

## Pallanuotiste(1)
- Emma Knox, pallanuotista australiana (Dampier, n. 1978)

## Pallavoliste(3)
- Emma Cagnin, pallavolista italiana (Castelfranco Veneto, n. 2002)
- Emma Clothier, pallavolista statunitense (Carrollton, n. 2001)
- Emma Graziani, pallavolista italiana (Livorno, n. 2002)

## Pedagogiste(2)
- Emma Cons, pedagoga e impresaria teatrale britannica (Londra, n. 1838 - Hever, † 1912)
- Emma Julia Hohenemser, pedagoga tedesca (Mannheim, n. 1835 - Roma, † 1900)

## Pilote automobilistiche(1)
- Emma Kimiläinen, pilota automobilistica finlandese (Helsinki, n. 1989)

## Pistard(3)
- Emma Finucane, pistard britannica (Carmarthen, n. 2002)
- Emma Hinze, pistard tedesca (Hildesheim, n. 1997)
- Emma White, ex pistard, ciclista su strada e ciclocrossista statunitense (Duanesburg, n. 1997)

## Pittrici(7)
- Emma Bonazzi, pittrice, disegnatrice e illustratrice italiana (Bologna, n. 1881 - Bologna, † 1959)
- Emma Ciardi, pittrice italiana (Venezia, n. 1879 - Venezia, † 1933)
- Emma Gaggiotti Richards, pittrice italiana (Roma, n. 1825 - Velletri, † 1912)
- Emma Galli, pittrice italiana (Trieste, n. 1893 - Gorizia, † 1982)
- Emma Goitein Dessau, pittrice tedesca (Karlsruhe, n. 1877 - Perugia, † 1968)
- Emma Jane Greenland, pittrice, scrittrice e cantante inglese (Londra, n. 1760 - Londra, † 1843)
- Emma Lampert Cooper, pittrice statunitense (Nunda, n. 1855 - Pittsford, † 1920)

## Poetesse(1)
- Emma Lazarus, poetessa statunitense (New York, n. 1849 - New York, † 1887)

## Poeti(1)
- Emma Andijevs'ka, poeta, scrittrice e pittrice ucraina (Donec'k, n. 1931)

## Politiche(8)
- Emma Bonino, politica italiana (Bra, n. 1948)
- Emma Fattorini, politica, storica e scrittrice italiana (Cervia, n. 1952)
- Emma Little-Pengelly, politica e avvocato irlandese (Markethill, n. 1979)
- Emma McClarkin, politica britannica (Stroud, n. 1978)
- Emma Nicholson, politica britannica (Oxford, n. 1941)
- Emma Pavanelli, politica italiana (Chiavari, n. 1973)
- Emma Petitti, politica italiana (Rimini, n. 1970)
- Emma Rafowicz, politica francese (Parigi, n. 1995)

## Principesse(2)
- Emma di Anhalt-Bernburg-Schaumburg-Hoym, principessa tedesca (Castello di Schaumburg, n. 1802 - Pyrmont, † 1858)
- Emma di Mělník, principessa boema

## Produttrici cinematografiche(2)
- Emma Thomas, produttrice cinematografica britannica (Londra, n. 1971)
- Emma Tillinger Koskoff, produttrice cinematografica statunitense (n. 1972)

## Psicoanaliste(1)
- Emma Eckstein, psicoanalista austriaca (Vienna, n. 1865 - Vienna, † 1924)

## Psicologhe(1)
- Emma Jung, psicologa svizzera (Sciaffusa, n. 1882 - Zurigo, † 1955)

## Registe(3)
- Emma Dante, regista, attrice teatrale e drammaturga italiana (Palermo, n. 1967)
- Emma Seligman, regista e sceneggiatrice canadese (Toronto, n. 1995)
- Emma Sullivan, regista britannica

## Rugbiste a 15(2)
- Emma Jensen, ex rugbista a 15 neozelandese (Waipukurau, n. 1977)
- Emma Stevanin, rugbista a 15 italiana (Monselice, n. 2002)

## Rugbisti a 7(1)
- Emma Tonegato, rugbista a 7 e rugbista a 13 australiana (Wollongong, n. 1995)

## Saltatrici con gli sci(1)
- Emma Chervet, saltatrice con gli sci francese (Cluses, n. 2003)

## Sceneggiatrici(1)
- Emma Bell Clifton, sceneggiatrice e attrice statunitense (Pittsburgh, n. 1874 - Los Angeles, † 1922)

## Schermitrici(2)
- Emma Baratta, schermitrice statunitense (n. 1984)
- Emma Samuelsson, schermitrice svedese (Ölmevalla, n. 1988)

## Sciatrici alpine(3)
- Emma Aicher, sciatrice alpina tedesca (Sundsvall, n. 2003)
- Emma Pezzedi, ex sciatrice alpina italiana (n. 1982)
- Emma Wieser, sciatrice alpina tedesca (n. 2003)

## Sciatrici freestyle(1)
- Emma Weiß, sciatrice freestyle tedesca (Albstadt, n. 2000)

## Scrittrici(8)
- Emma Adbåge, scrittrice e illustratrice svedese (Linköping, n. 1982)
- Emma Boghen Conigliani, scrittrice, traduttrice e critica letteraria italiana (Venezia, n. 1866 - Roma, † 1956)
- Emma Cline, scrittrice statunitense (Contea di Sonoma, n. 1989)
- Emma Donoghue, scrittrice, drammaturga e sceneggiatrice irlandese (Dublino, n. 1969)
- Emma Healey, scrittrice britannica (Londra, n. 1985)
- Emma Morosini, scrittrice italiana (Castiglione delle Stiviere, n. 1924 - Castiglione delle Stiviere, † 2020)
- Emma Orczy, scrittrice britannica (Tarnaörs, n. 1865 - Henley-on-Thames, † 1947)
- Emma Pomilio, scrittrice italiana (Avezzano, n. 1955)

## Siepiste(1)
- Emma Coburn, siepista statunitense (Boulder, n. 1990)

## Sindacaliste(1)
- Emma Tenayuca, sindacalista e educatrice statunitense (San Antonio, n. 1916 - † 1999)

## Soprani(9)
- Emma Abbott, soprano e impresaria teatrale statunitense (Chicago, n. 1850 - Salt Lake City, † 1891)
- Emma Albani, soprano canadese (Chambly, n. 1847 - Londra, † 1930)
- Emma Calvé, soprano francese (Decazeville, n. 1858 - Millau, † 1942)
- Emma Carelli, soprano italiano (Napoli, n. 1877 - Montefiascone, † 1928)
- Emma Eames, soprano statunitense (Shanghai, n. 1865 - Manhattan, † 1952)
- Emma Meissner, soprano e attrice svedese (Karlstad, n. 1866 - Stoccolma, † 1942)
- Emma Nevada, soprano statunitense (Alpha, n. 1859 - Liverpool, † 1940)
- Emma Trentini, soprano italiano (Mantova, n. 1878 - Milano, † 1959)
- Emma Zilli, soprano italiano (Fagagna, n. 1864 - L'Avana, † 1901)

## Sovrane(6)
- Emma di Normandia, regina normanna (Winchester, † 1052)
- Emma d'Italia, regina
- Emma di Francia, regina († 934)
- Emma di Austrasia, regina franca († 642)
- Emma delle Hawaii, regina (Honolulu, n. 1836 - Honolulu, † 1885)
- Emma di Waldeck e Pyrmont, sovrana olandese (Arolsen, n. 1858 - L'Aia, † 1934)

## Storiche(1)
- Emma Baeri, storica e saggista italiana (Palermo, n. 1942)

## Supercentenarie(1)
- Emma Morano, supercentenaria italiana (Civiasco, n. 1899 - Verbania, † 2017)

## Tenniste(2)
- Emma Navarro, tennista statunitense (New York, n. 2001)
- Emma Raducanu, tennista britannica (Toronto, n. 2002)

## Teologhe(1)
- Emma Curtis Hopkins, teologa e scrittrice statunitense (Killingly, n. 1849 - Killingly, † 1925)

## Triatlete(3)
- Emma Carney, triatleta australiana (Bourne End, n. 1971)
- Emma Moffatt, triatleta australiana (Moree, n. 1984)
- Emma Snowsill, triatleta australiana (Gold Coast, n. 1981)

## Velociste(2)
- Emma Ania, velocista britannica (Londra, n. 1980)
- Emma Ghiringhelli, velocista, altista e lunghista italiana

## Viaggiatrici(1)
- Emma Gatewood, viaggiatrice e esploratrice statunitense (Guyan Township, n. 1887 - Gallipolis, † 1973)

## Youtuber(1)
- Emma Chamberlain, youtuber statunitense (San Bruno, n. 2001)

## Senza attività specificata(5)
- Emma Bardac, francese (Bordeaux, n. 1862 - Parigi, † 1934)
- Emma Clit, ingegnera, fumettista e scrittrice francese (Aube, n. 1981)
- Emma Darwin, britannica (Maer, n. 1808 - Downe, † 1896)
- Emma di Parigi, contessa († 968)
- Emma Strada, ingegnera italiana (Torino, n. 1884 - Torino, † 1970)